# Richard Breiting
Richard Breiting (* 24. November 1882 in Dittmannsdorf; † 26. oder 27. April 1937 in Leipzig) war ein deutscher Journalist.

## Leben und Wirken
Breiting war der Sohn eines Gutsbesitzers. Zum 1. Januar 1903 trat er als Redakteur bei den Leipziger Neuesten Nachrichten, der damals größten Zeitung Sachsens, ein. Für diese leitete er zunächst viele Jahre die sogenannte Stadt-Zeitung.
In den Jahren vor dem Ersten Weltkrieg war er Vertreter der Leipziger Neuesten Nachrichten in Dresden.
Nach der Novemberrevolution von 1918 wurde Breiting stellvertretender Hauptschriftleiter der Leipziger Neuesten Nachrichten und im August 1922 Chefredakteur der Zeitung. Daneben war Breiting als Lehrbeauftragter der Studienabteilung für Wirtschaftsjournalismus und Zeitungsbetriebslehre Dozent an der Handelshochschule Leipzig. Er war Mitglied der Deutschen Volkspartei (DVP).
In den 1920er Jahren unternahm Breiting ausgedehnte Reisen in den Nahen Orient, in Mittelmeerländer und in die Vereinigten Staaten, über die er zum Teil ausgedehnte Reiseberichte in Buchform vorlegte.

### Postume Fälschung: Hitler-Breiting-Interviews
In den 1960er Jahren wurden von Edouard Calic unter dem Titel Ohne Maske einige Interviews veröffentlicht, die Breiting angeblich im Jahr 1931 mit Adolf Hitler geführt hatte und in denen dieser sich in ungewöhnlich expliziter Weise zu seinen politischen Vorstellungen und Plänen äußert. Nachdem die Publikation dieser Unterlagen zunächst von zahlreichen Historikern und Publizisten, wie z. B. Golo Mann, der das Vorwort für die Ausgabe der Hitler-Breiting-Gespräche schrieb, Sebastian Haffner („ein historisches Dokument ersten Ranges“) und Joachim Fest, als wichtiger Beitrag für die Hitler-Forschung gelobt worden war, wurden seit den frühen 1970er Jahren verstärkt Zweifel an der Authentizität der angeblichen Gesprächsprotokolle laut. In diesem Sinne äußerten sich zum Beispiel die Historiker Hugh Trevor-Roper und Hans Mommsen, die ihre Auffassung vor allem mit Verweis auf inhaltliche Anachronismen, die den Text durchzogen (so bezog Hitler sich in diesen, angeblich 1931 gemachten Äußerungen, auf Politiker und Militärführer Deutschlands und des Auslandes, die in Wahrheit erst Jahre später in führende Positionen aufrückten, während er die 1931 tatsächlich maßgeblichen Persönlichkeiten des In- und Auslandes in seinen Ausführungen nicht erwähnte) sowie sprachliche Ungewöhnlichkeiten, die dem Text zu eigen waren (z. B. der Gebrauch von für Hitler unüblichen Vokabeln und Formulierungen), stützten. Der Politologe Uwe Backes konnte zum Beispiel zeigen, dass Hitler in den Protokollen der Begriff „Extremismus“ in den Mund gelegt wird, der in den 1930er Jahren im deutschen Sprachgebrauch noch äußerst unüblich war, und dass er ihn zudem in einer Weise verwendet, die im Widerspruch zum ideologischen Selbstverständnis der Nationalsozialisten stand. Die den Hitler-Breiting-Gesprächen entgegengebrachten Kritik konkretisierte sich mit der Zeit immer deutlicher in dem Vorwurf, dass der Herausgeber Calic die Gesprächs-Protokolle selbst verfasst oder zumindest die Originale erheblich erweitert und verändert habe bzw. sich gefälschte Texte „andrehen“ habe lassen und diese weiterverbreitet habe.
Seit den 1980er Jahren hat sich in der Fachforschung weitgehend die Position durchgesetzt, dass die Hitler-Breiting-Interviews eine Fälschung sind.

## Schriften
- Von Wolkenkratzern, Kettenarbeitern und trockenen Städten. Eindrücke und Beobachtungen über „God’s own country“, E. Herfurth, Leipzig 1925.